# Bakari Camara
Pour les articles homonymes, voir Camara.
Bakari Camara, né le 4 janvier 1994 à Aulnay-sous-Bois, est un footballeur international mauritanien, qui possède aussi la nationalité française. Il joue au poste de milieu défensif à l'AS Nancy-Lorraine.

## Biographie

### En club
Bakari Camara naît à Aulnay-sous-Bois, et grandit à la Cité des 3000. En 2015, alors qu'il est sans emploi et qu'il prépare le BAFA, il rejoint l'US Montagnarde qui évolue en Division d'Honneur.
En 2016, il retourne en Île-de-France en rejoignant le Jeanne d'Arc de Drancy. Lors de la saison 2017-2018, Camara et ses coéquipiers terminent à la première place de leur groupe de National 2 et sont promus à l'échelon supérieur.
Après quatre saisons, il rejoint le FC Versailles puis le FC 93 en National 2, avant de retrouver le National en 2022 sous les couleurs du Paris 13 Atletico.
Le 5 septembre 2023, il s'engage en faveur du FC Villefranche Beaujolais.

### En sélection
Sa famille est originaire d'Ould M'Bonny en Mauritanie.
Camara honore sa première sélection en équipe de Mauritanie le 24 septembre 2022 en amical contre le Bénin.
Il est sélectionné par Amir Abdou pour participer à la CAN 2023. Il dispute un seul match lors de cette compétition, face à l'Algérie en poules, en remplaçant Sidi Bouna Amar à dix minutes du terme. Cette victoire 1-0 des Mourabitounes est la première de l'histoire du pays en phase finale d'une CAN et permet la première qualification en phase éliminatoire.